# Federazione calcistica del Cile
La Federazione calcistica del Cile (sp. Federación de Fútbol de Chile, acronimo FFCh) è l'ente che governa il calcio in Cile.
Fondata il 19 giugno 1895, si affiliò alla FIFA nel 1913 e alla CONMEBOL nel 1916. Ha sede nella capitale Santiago e controlla il campionato nazionale e la Nazionale del paese.